# Sadownictwo

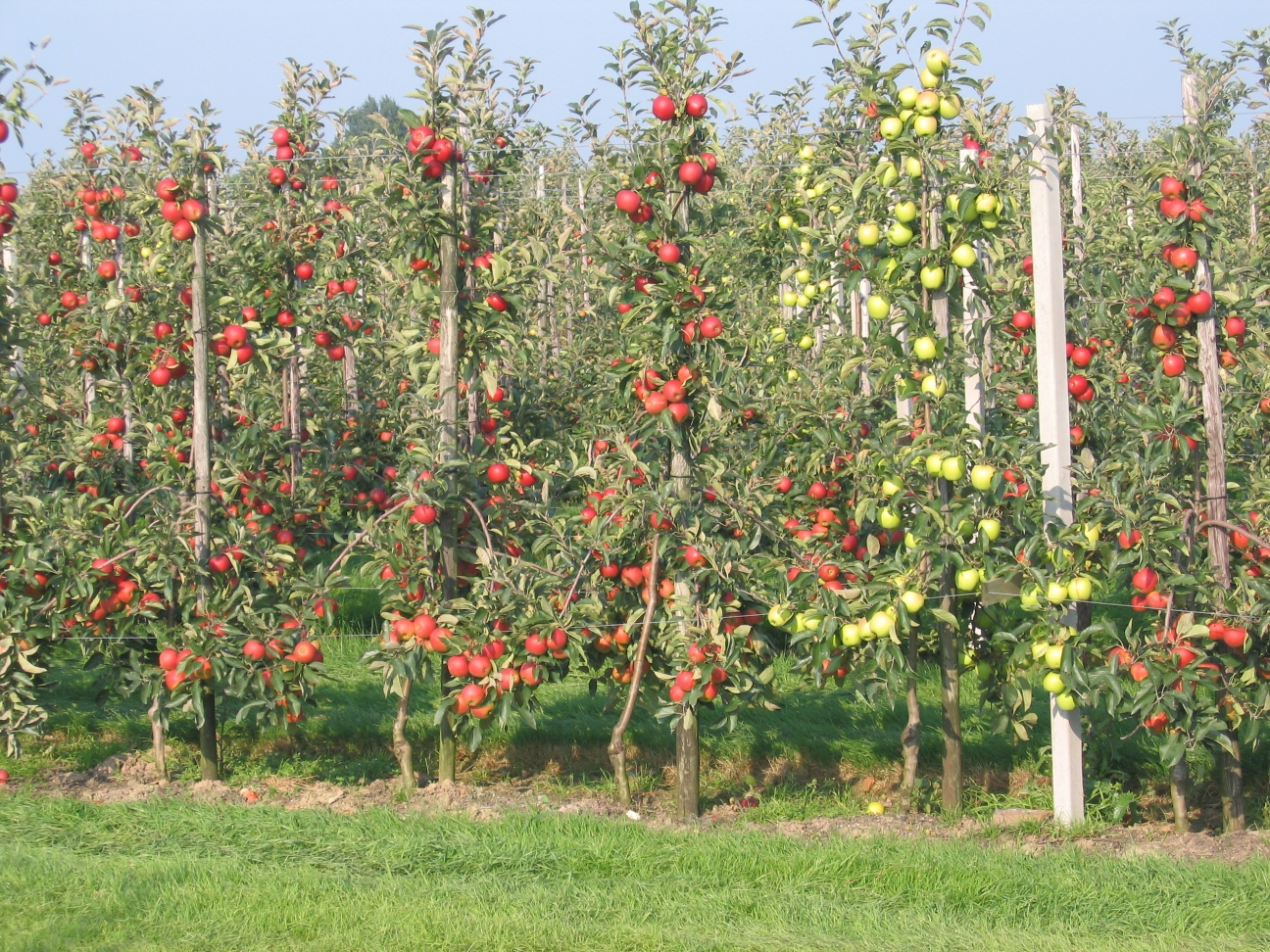
Dojrzewające owoce w intensywnym sadzie jabłoniowym

Sadownictwo – dziedzina ogrodnictwa zajmująca się uprawą roślin trwałych (wieloletnich) dających jadalne owoce, czyli roślin sadowniczych. Zgodnie z tą definicją są to zarówno drzewa i krzewy jak i krzewinki i byliny uprawiane w sadach i na plantacjach.
Sadownictwo jest znane od starożytności, gdy w rejonie Morza Śródziemnego uprawiano drzewa daktylowe, figowe, oliwne oraz krzewy winorośli.
Produkcja owoców na świecie w 2004 roku według danych FAO wyniosła 1384 mln ton, natomiast w Polsce produkcja sadownicza w tym samym roku była na poziomie 8,75 mln ton co stanowiło 0,63% udziału w produkcji światowej. Polska znalazła się na 25 miejscu spośród 178 ocenianych krajów.

## Sadownictwo w Polsce
Największymi regionami sadowniczymi są rejon Grójecko-Warecki na Mazowszu oraz okolice Sandomierza, natomiast według województw to mazowieckie, lubelskie, łódzkie, świętokrzyskie, wielkopolskie i lubuskie.
Według powszechnego spisu rolnego w Polsce w 2010 roku udział sadów w ogólnej powierzchni gruntów rolnych wyniósł 2,4% i obejmował 374 163 ha sadów (czyli nasadzeń drzew owocowych o powierzchni minimum 0,5 ha). Wzrost powierzchni specjalistycznych gospodarstw sadowniczych wzrósł o 38,1% z 271 tys. ha w 2000 roku (o ponad 103 tys. ha), przy jednoczesnym spadku powierzchni sadów w gospodarstwach posiadających od 1 do 2 ha użytków rolnych (o 7,9%). W gospodarstwach użytkujących powyżej 1 ha użytków rolnych wzrosła również średnia powierzchnia sadów z 1,10 ha do 1,52 ha (o 38,2%). Wzrost powierzchni uprawy owoców
wynikał z rozwoju eksportu i przetwórstwa.
W Polsce na skalę towarową uprawiane są w sadach następujące drzewiaste gatunki sadownicze: jabłoń, grusza i pigwa, śliwa, brzoskwinia, morela, czereśnia, wiśnia, orzech i leszczyna (prowadzona w formie drzewiastej). Z krzewów jagodowych znaczenie ekonomiczne ma uprawa truskawek, agrestu, malin i jeżyn, porzeczek (białych, czerwonych i czarnych), borówki amerykańskiej, winorośli a w ostatnich latach także żurawiny.